# Abborrasjön (Tåssjö socken, Skåne)
Abborrasjön är en sjö i Ängelholms kommun i Skåne och ingår i Rönne ås huvudavrinningsområde.
Vid sjöns norra sida ligger Tåssjö kyrka och öster om sjön ligger Kyrkesjön. En halv kilometer norr om Abborrasjön ligger Rössjöns södra strand. Genom en kort och liten bäck rinner vatten från Abborrasjön till Kyrkesjön.